# Stadion Soglom Avlod
Das Stadion Soglom Avlod ist ein Fußballstadion mit Leichtathletikanlage in der usbekischen Stadt Andijon. Es ist die Heimspielstätte des Fußballvereins FK Andijon aus der nationalen Uzbekistan Super League. Die Anlage hat ein Fassungsvermögen von 18.360 Personen.